# Sebastián Kimura
Sebastián Kimura (Japón 1565 - Japón, Nagasaki 1622) fue un sacerdote mártir de la Compañía de Jesús.

## Biografía
Sebastián fue el primer japonés en ser ordenado sacerdote y era nieto del primer converso japonés bautizado por el jesuita Francisco Javier. Sus padres eran cristianos y el beato Leonardo Kimura era primo suyo. Tras haber estudiado en Hirado con los jesuitas y haber asistido a un seminario que dirigían en Arima, entró en la Compañía el año 1582 y estudio teología en Meaco. Fue ordenado sacerdote en Nagasaki en septiembre de 1601.
Al ser un japonés le resultó en un principio fácil camuflarse y se pudo mover con libertad cuando comenzó la persecución, de modo que le fue posible visitar familias cristianas y administrar los sacramentos a los que se hallaban en prisión. La policía tenía un interés especial en capturarle, de modo que su provincia le pidió que se fuese hasta que hubiera pasado el peligro. Pero uno de sus criados lo delató y fue arrestado el 30 de junio de 1621 junto con su catequista ayudante Tomás Akaboshi y Luis Kawara. En la cárcel de Suzuta se encontró con Carlos Spínola y otros cristianos. Fue condenado a morir en la hoguera a fuego lento en 1622.